# Tatsuo Yoshida
Tatsuo Yoshida (jap. 吉田 竜夫, Yoshida Tatsuo; * 6. März 1932 in Kyōto; † 5. September 1977) war ein japanischer Manga-Zeichner, Autor zahlreicher Animes und Gründer des Animationsstudios Tatsunoko Production.
Yoshida wuchs während des Zweiten Weltkrieges auf. 1945 begann er, für Zeitungen wie Kyōto Shimbun als Illustrator zu arbeiten.
1955 wechselte er ins Comicfach und veröffentlichte mit Tetsuwan Rikiya (鉄腕力也) nach einer Geschichte von Ikki Kajiwara seinen ersten Manga. Von 1961 bis 1962 brachte er die Manga-Serie Pilot A (パイロットA) in fünf Büchern im Verlag Shōnen Gahō heraus.
Im Oktober 1962 gründete er mit seinen Brüdern Kenji und Toyohiro das Studio Tatsunoko Production. Viele seiner Comics und Geschichten setzte er daraufhin als Anime-Fernsehserien um; Yoshida war bei nahezu jeder Produktion des Studios involviert, darunter Speed Racer (1967–1968), Gatchaman (1972–1974), Abenteuer am Regenbogenteich (1973) und Shinzō Ningen Casshern (1973–1974). Zu einigen Animes zeichnete er wiederum Comics; für den Manga zu Konchū Monogatari Minashigo Hutch gewann er 1972 den Shōgakukan-Manga-Preis.
1977 starb er im Alter von 45 Jahren an einem Leberzellkarzinom.